# 綽爾門
綽爾門（1623年—1688年），字關紫，漢軍正白旗，瓜爾佳氏，遼東都指揮使司（今遼寧省遼陽市）人，清朝武將，宮廷侍衛出身，官至正三品參領，三等忠勇伯、鎮海將軍石廷柱長子。

## 生平

### 功臣之後
綽爾門以功臣的兒子，在14歲的年紀便擔任佐領，跟隨清太宗經略中原，而後跟隨清軍進入中原，到了順治朝，充任二等侍衛，而後又升任參領，前後四十餘年，侍奉三朝。

## 家庭
- 妻子：李氏（1626年—1685年），誥贈淑人，西安將軍李思忠之女
- 兒子：
  - 長子：石文晟（1644年—1720年），字公著，湖廣總督。
  - 次子：石文桂，康熙十五年（1676年）丙辰科三甲同進士出身，官至總督倉場侍郎、正白旗漢軍副都統。
  - 三子：石文彬，廕生出身，官至河東鹽運使。
  - 四子：石文楙，內廷供事。